# Solfara Scimè
La solfara Scimè o miniera Scimè è stata una miniera di zolfo sita in provincia di Caltanissetta nei pressi del comune di Bompensiere in località Scimè; essa all'inizio fu data in gabella ai fratelli Ignazio e Vincenzo Florio.
La solfatara era già attiva nel 1839, oggi è abbandonata.